# Kosa Janjačka
Kosa Janjačka falu Horvátországban Lika-Zengg megyében. Közigazgatásilag Perušićhoz tartozik.

## Fekvése
Gospićtól légvonalban 19 km-re közúton 25 km-re északkeletre, községközpontjától légvonalban 8 km-re közúton 11 km-re északkeletre, az A1-es autópályától keletre eső erdős területen szétszórtan fekszik.

## Története
A terület 1689-ben szabadult fel a százötven évi török uralom alól. A szabaddá vált területre katolikus horvátok települtek, akik határőrszolgálatot láttak el. Az otocsáni ezred bunići századához tartoztak. A falunak 1857-ben 152, 1910-ben 1621 lakosa volt. A trianoni békeszerződés előtt Lika-Korbava vármegye Perušići járásához tartozott. Ezt követően előbb a Szerb-Horvát-Szlovén Királyság, majd Jugoszlávia része lett. 1991-ben lakosságának 98 százaléka horvát nemzetiségű volt. 1991-ben a független Horvátország része lett. 2011-ben 98 lakosa volt, akik földműveléssel, állattartással foglalkoznak.

## Lakosság
| Lakosság változása | Lakosság változása | Lakosság változása | Lakosság változása | Lakosság változása | Lakosság változása | Lakosság változása | Lakosság változása | Lakosság változása | Lakosság változása | Lakosság változása | Lakosság változása | Lakosság változása | Lakosság változása | Lakosság változása | Lakosság változása |
| ------------------ | ------------------ | ------------------ | ------------------ | ------------------ | ------------------ | ------------------ | ------------------ | ------------------ | ------------------ | ------------------ | ------------------ | ------------------ | ------------------ | ------------------ | ------------------ |
| 1857               | 1869               | 1880               | 1890               | 1900               | 1910               | 1921               | 1931               | 1948               | 1953               | 1961               | 1971               | 1981               | 1991               | 2001               | 2011               |
| 152                | 0                  | 0                  | 1.634              | 1.934              | 1.621              | 1.450              | 1.804              | 1.305              | 1.161              | 903                | 669                | 363                | 361                | 139                | 98                 |

(1910-től 1931-ig Ivčevića Kosa néven, 1869-ben és 1880-ban lakosságát Klenovachoz és Čanakhoz számították)